# Berrien megye (Georgia)
Berrien megye az Amerikai Egyesült Államokban, azon belül Georgia államban található. Megyeszékhelye és legnagyobb városa Nashville. Lakosainak száma 18 160 fő (2020. április 1.). Berrien megye Irwin, Lowndes, Coffee, Atkinson, Lanier, Cook és Tift megyékkel határos.

## Népesség
A megye népességének változása:
| Lakosok száma | 19 340 | 19 338 | 19 077 | 19 048 | 18 963 | 18 160 |
|               | 2010   | 2011   | 2012   | 2013   | 2015   | 2020   |